# پسدینا (مریلند)
پسدینا (به انگلیسی: Pasadena) شهری در ایالت مریلند کشور ایالات متحده آمریکا است که جمعیت آن در سرشماری سال ۲۰۱۰ میلادی، ۲۴٬۲۸۷ نفر بوده‌است.